# Bar-tabac
Cet article possède un paronyme, voir Bartabas.

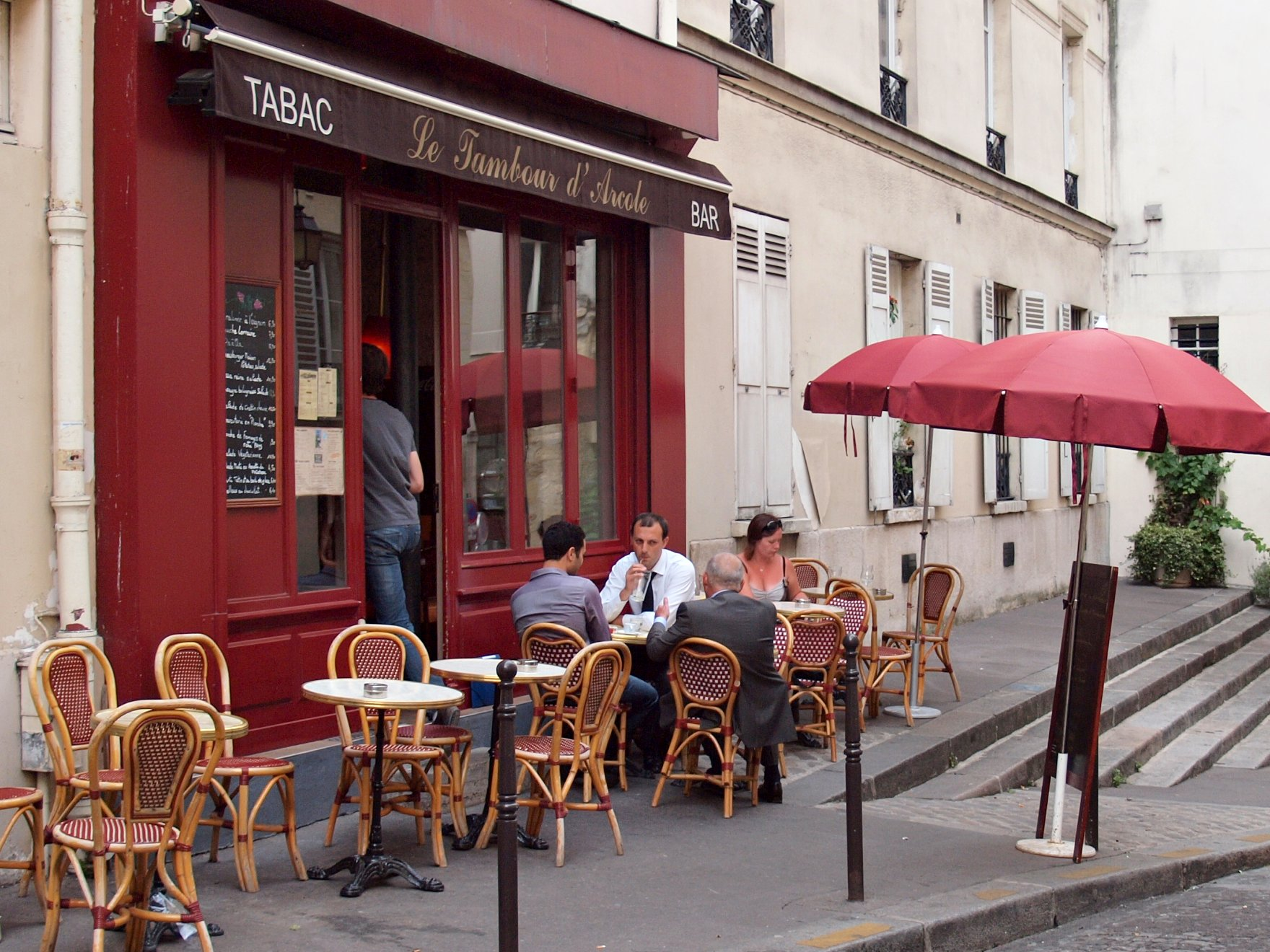
Le bar-tabac « Le Tambour d’Arcole », rue de la Colombe à Paris (île de la Cité).

Un bar-tabac, ou café-tabac, est un café ou un bar qui vend également des produits du tabac. Comme tous les bureaux de tabac, ces établissement doivent détenir une licence qui les autorise à vendre ces produits.

## En France
En accord avec le Service d’exploitation industrielle des tabacs et allumettes (le SEITA), les bars-tabacs ont souvent pris des noms de marques de cigarette ou de tabac. Ces appellations ont pu perdurer même après la disparition des marques concernées. Il existe des homonymes mais ces commerces sont indépendants les uns des autres.
De 1997 à 2006, le nombre de cafés-tabacs de France métropolitaine est passé de 13 700 à 11 500
Au 1er janvier 2017, la France métropolitaine (hors Corse) compte environ 14 400 bars-tabacs (soit 58 % des buralistes).
En Île-de-France, 80-90 % de ces établissements dans les années 1980 appartenaient aux bougnats, immigrants installés à Paris, originaires d'Auvergne, aire culturelle qui dépasse le cadre de la province historique et englobe également une partie du sud du Massif central. En 2014, seuls 15 % des bars-tabacs de la région leur appartiennent encore. Cette baisse s'explique notamment par le fait que les jeunes générations délaissent ce métier difficile, les braquages étant nombreux et les profits moindres (dus notamment à la baisse de consommation de tabac). En parallèle, des rachats massifs sont opérés par la communauté chinoise, bien que les Aveyronnais de Paris continuent à posséder des brasseries prestigieuses (Lipp, Café de Flore, Les Deux Magots, le Wepler) et que des personnalités comme les frères Costes (originaires d'Aveyron) et d'Olivier Bertrand (Auvergne) connaissent des succès.
En 2014, la communauté chinoise francilienne est propriétaire de 45 % des 3 000 bars tabacs d'Île-de-France (contre 25 % en 2005) et rachète 50 % des établissements mis en vente dans la région francilienne, concurrençant depuis le début XXIe siècle en cela les historiques bougnats. Ils sont pour la plupart issus de la deuxième génération de migrants, dans la mesure où il faut posséder la nationalité française pour devenir propriétaire d'un débit de tabac. Ils bénéficient d'une bonne organisation et d'une entraide financière au sein de leur communauté, même si des rumeurs de blanchiment d'argent existent.

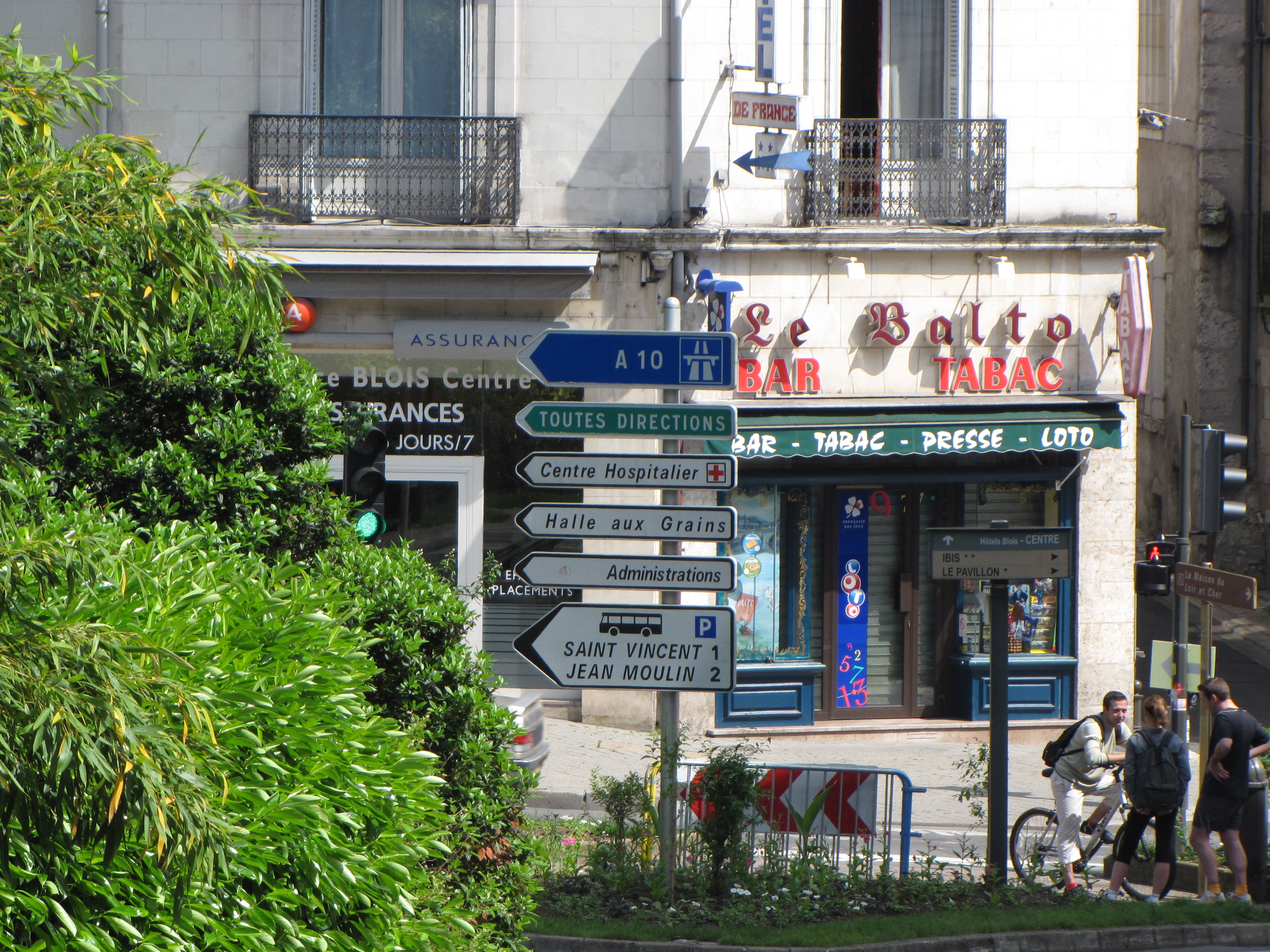
Le bar-tabac « Le Balto », à Blois (Loir-et-Cher), portant le nom de la marque de cigarette Balto.
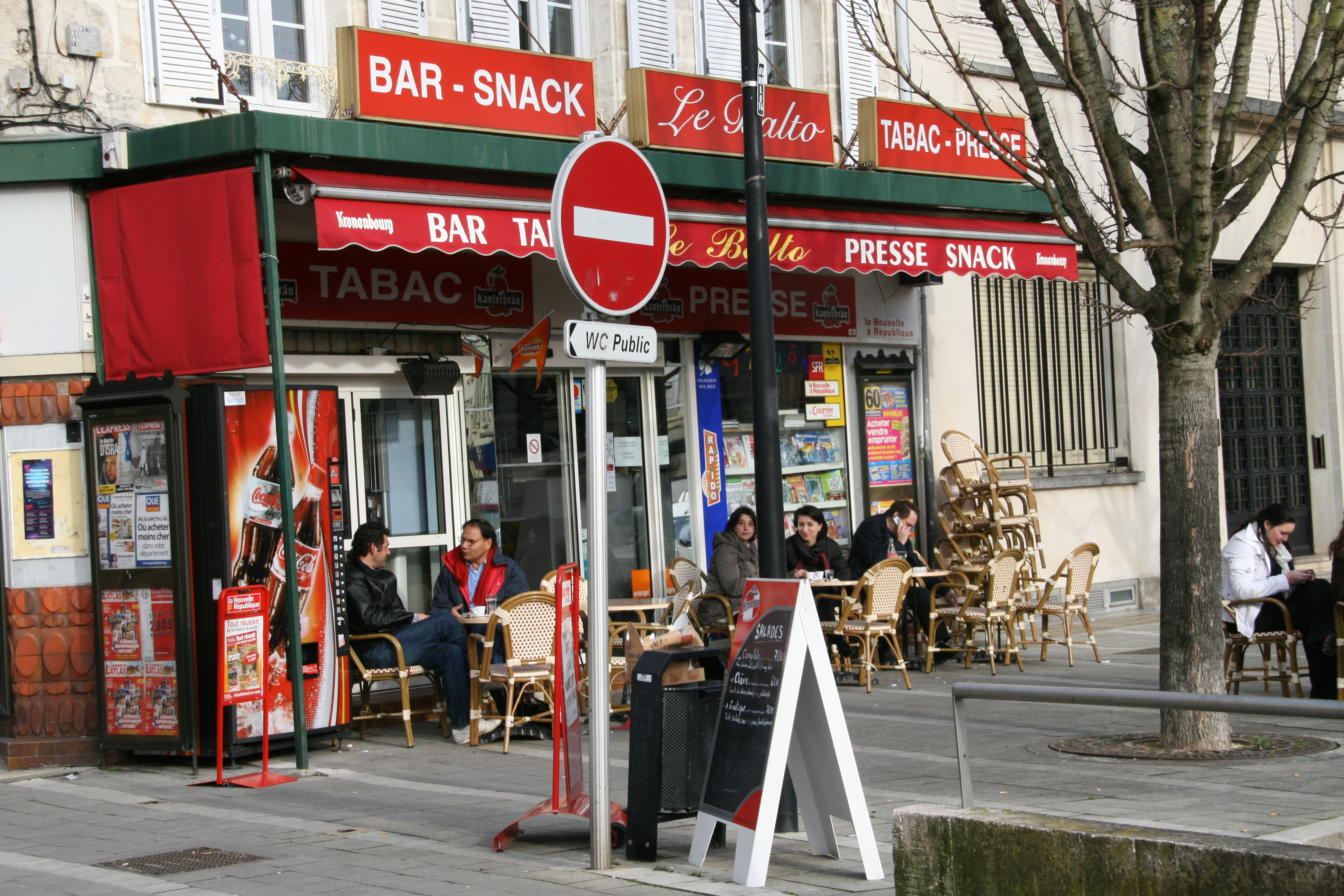
« Le Balto », à Niort (Deux-Sèvres), portant le nom de la marque de cigarette Balto.
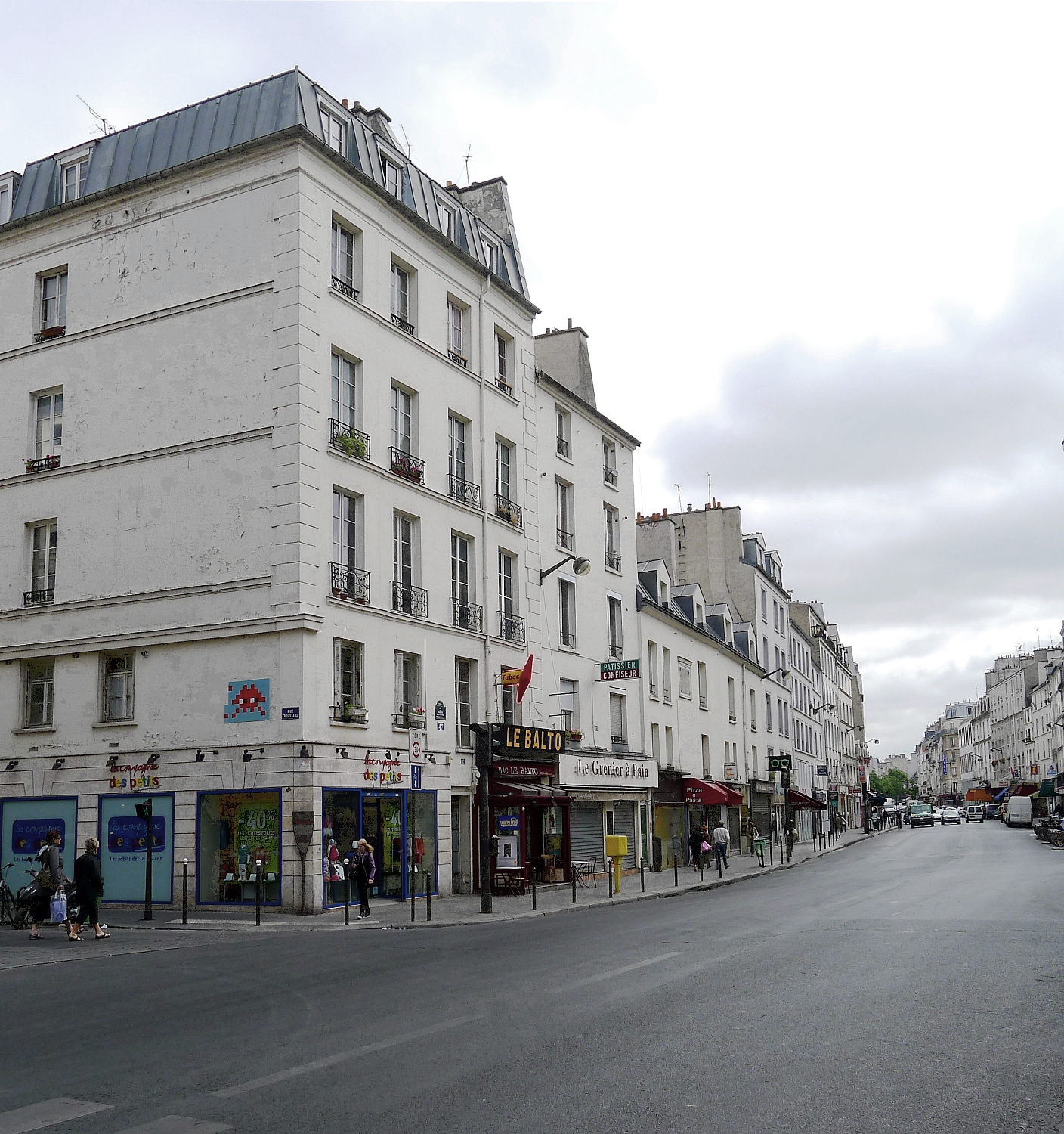
« Le Balto », 147, rue du Faubourg-Saint-Antoine, dans le 11e arrondissement de Paris, portant le nom de la marque de cigarette Balto.
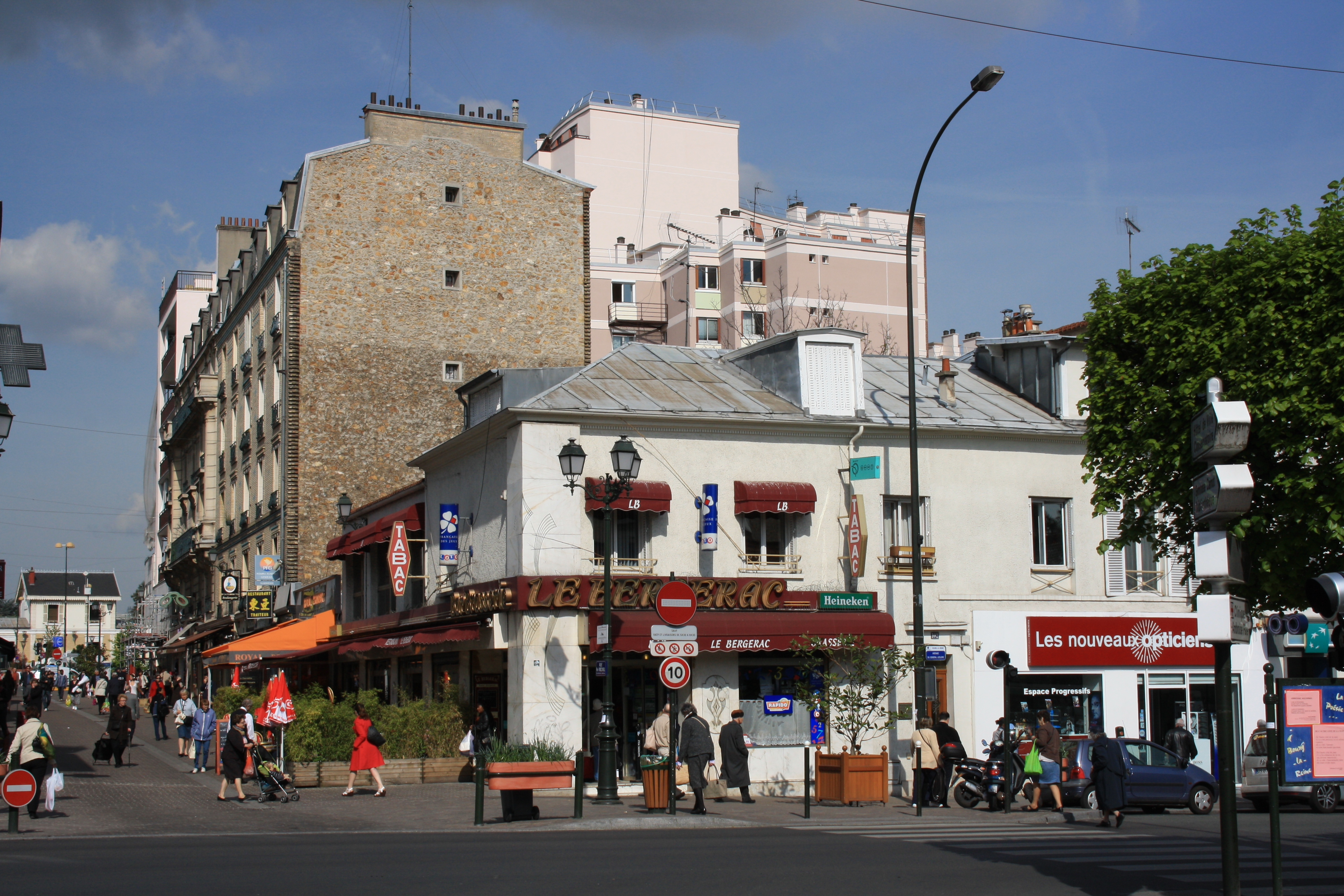
Le bar-tabac « Le Bergerac » (LB), à Bourg-la-Reine (Hauts-de-Seine, Île-de-France), portant le nom de la marque de tabac Bergerac.
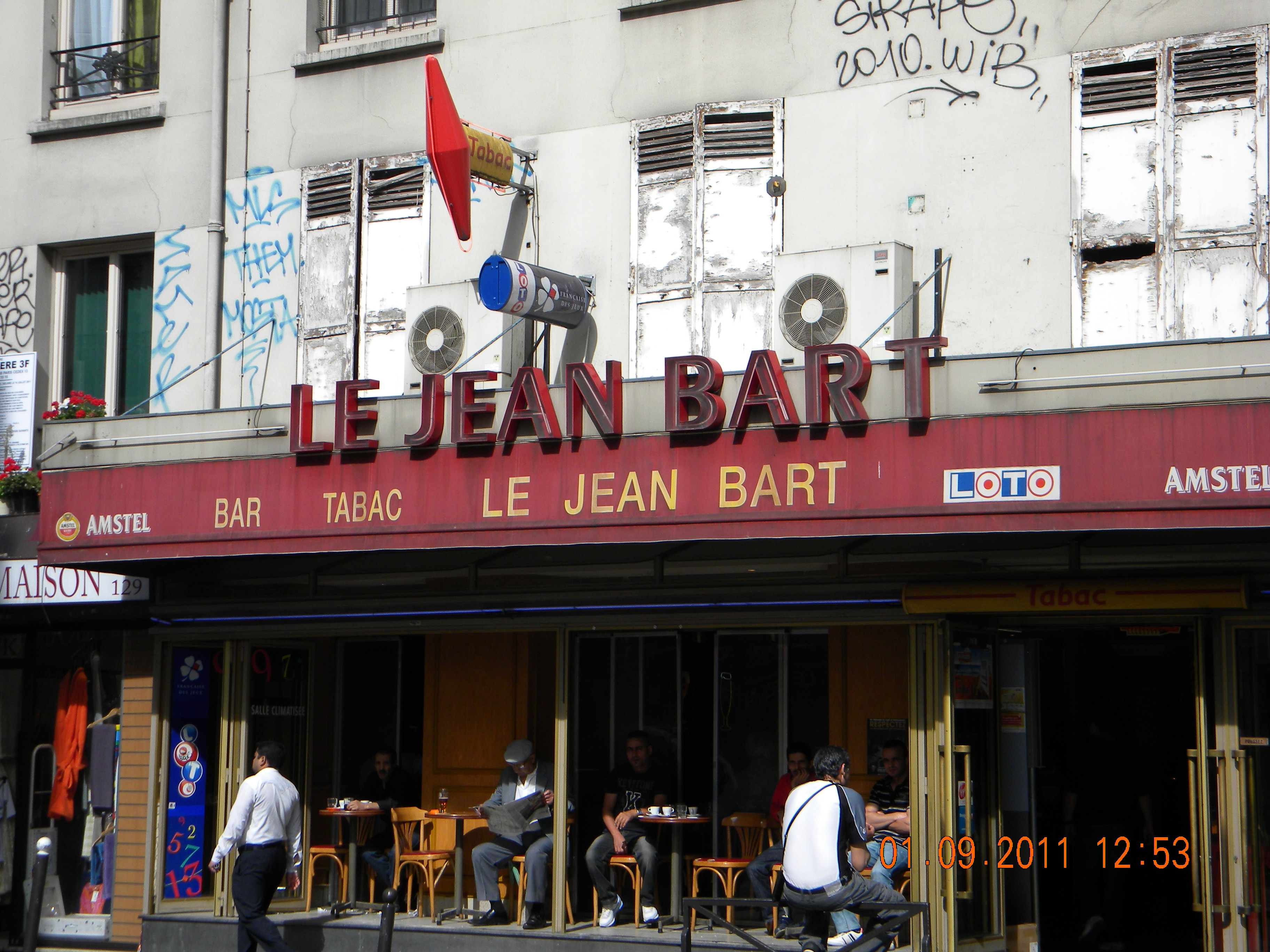
Le bar-tabac « Le Jean Bart », 131, rue du Faubourg-du-Temple à Paris, portant le nom de la marque de tabac Jean Bart.
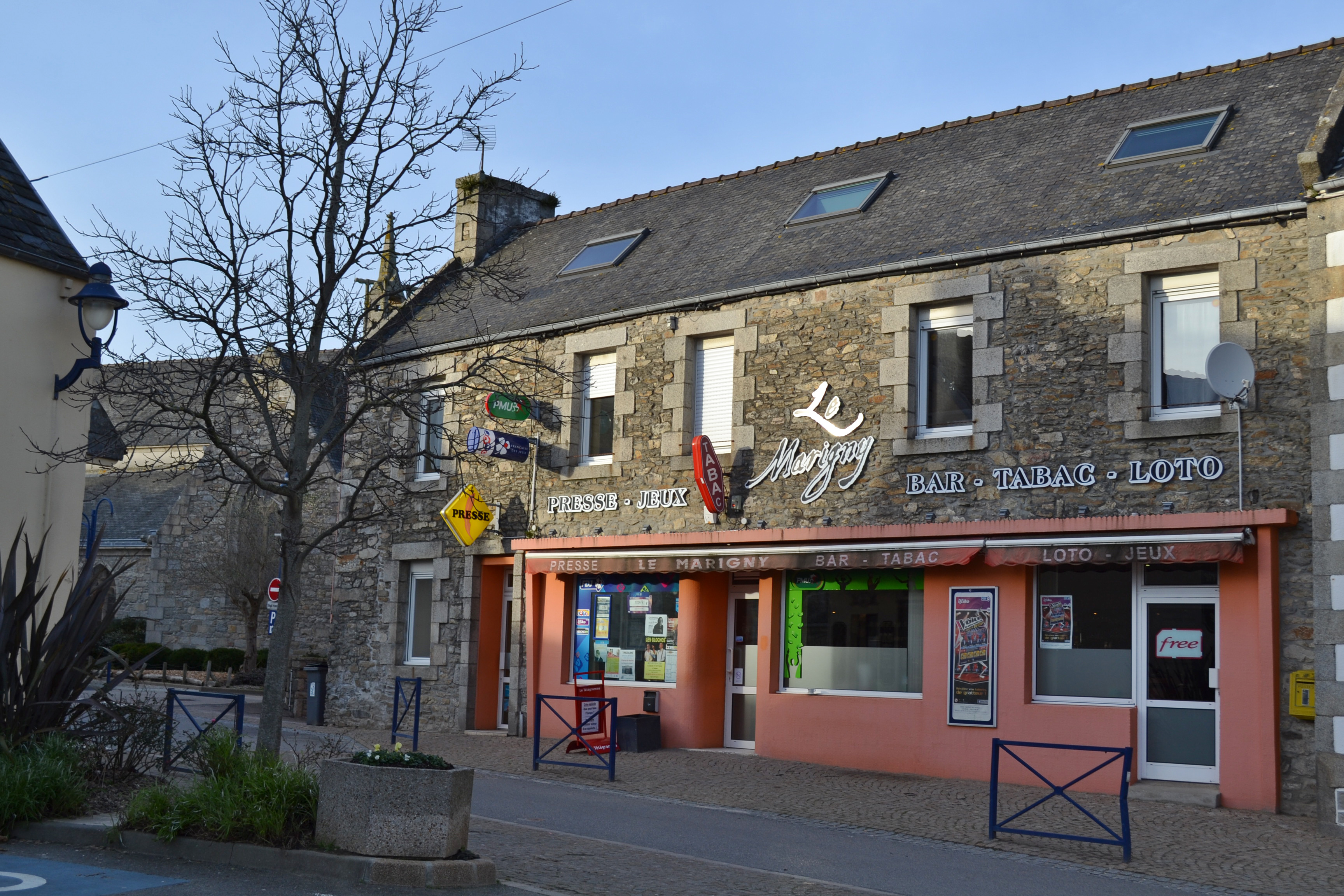
Le bar-tabac « Le Marigny » à Santec (Finistère), portant le nom de la marque de cigarette Marigny.
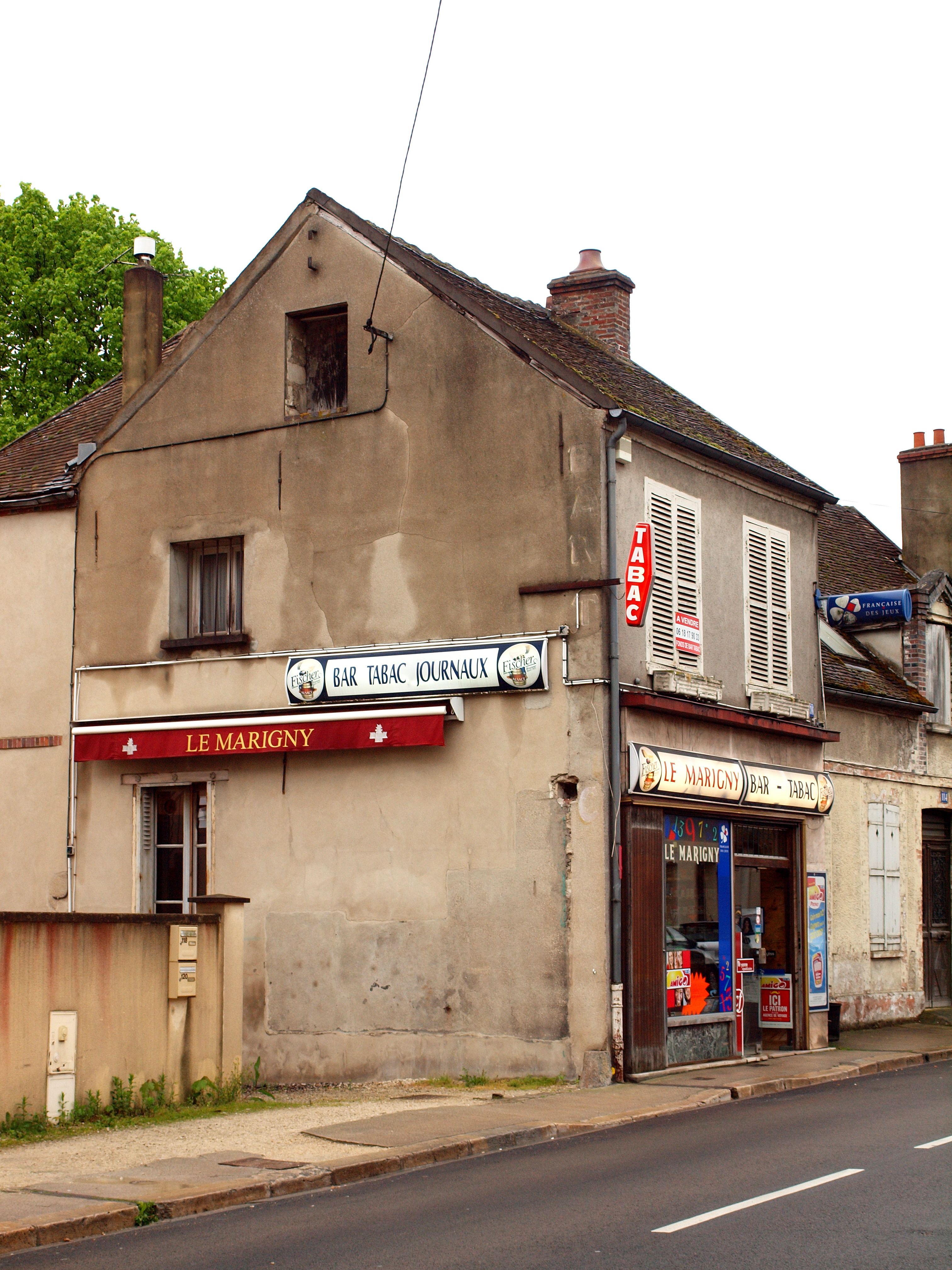
« Le Marigny », « bar tabac journaux » à Sens (Yonne), portant le nom de la marque de cigarette Marigny.
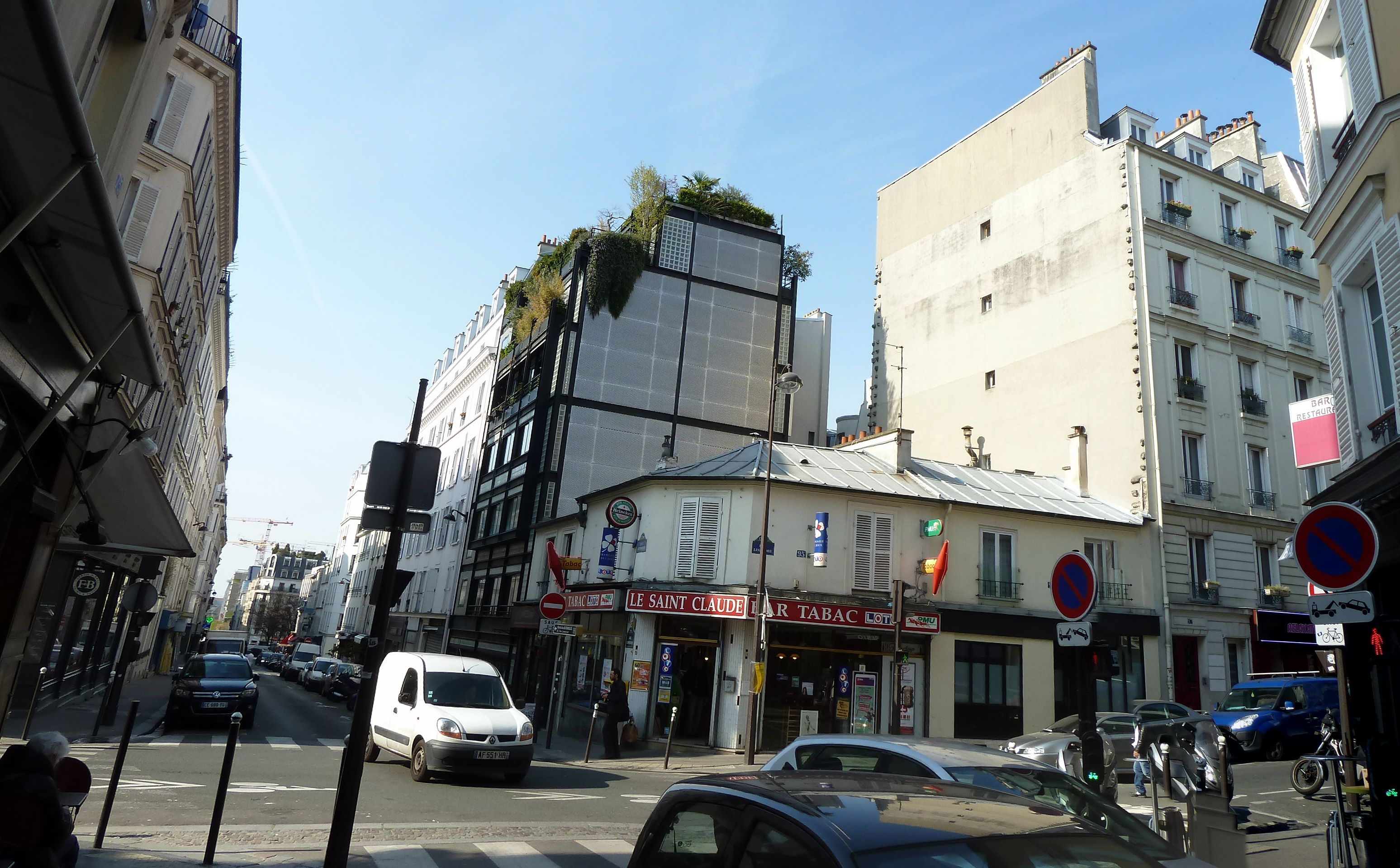
Le bar-tabac « Le Saint Claude », rue Legendre et rue Lemercier, à Paris (Île-de-France), portant le nom d’une marque de tabac.